# Walter Friedensburg (General)
Walter Friedensburg (*  6. Januar 1889 in Berlin; † 22. März 1959 in Kassel) war ein deutscher Offizier, zuletzt Generalleutnant der Luftwaffe im Zweiten Weltkrieg.

## Frühe Jahre und Erster Weltkrieg
Friedensburg trat nach seinem Abitur, welches er am Gymnasium in Berlin-Steglitz abgelegt hatte, am 19. Juli 1907 als Fahnenjunker in das Füsilier-Regiment Nr. 38 ein.
Nach einer dortigen infanteristischen Grundausbildung, wechselte er am 19. Mai 1908 zur Kaiserlichen Marine, wo er die praktische Bordausbildung auf dem Schulschiff Hertha begann. Von April 1909 bis Ende März 1910 absolvierte Friedensburg eine Offiziersausbildung an der Marineschule Mürwik und im Anschluss daran bis Ende August des gleichen Jahres verschiedene Fähnrichskurse. Seine weiterführende Bordausbildung erfolgte von September 1910 bis September 1912 auf den Linienschiffen Zähringen, Rheinland und Helgoland. Im Anschluss hieran fungierte Friedensburg von Oktober 1912 bis 2. Januar 1913 als Kompanieoffizier bei der II. Werftdivision. Zum 3. Januar 1913 erfolgte seine Abkommandierung zum Reichsmarineamt, wo Friedensburg in der dortigen Abteilung Flugwesen Verwendung fand. Im Juni 1913 wechselte Friedensburg zu den Fliegertruppen der Marine über. Dort absolvierte er, über den Ausbruch des Ersten Weltkrieges hinaus, bis Mitte November 1914 eine Ausbildung zum Flugzeugführer bei der Marinefliegerabteilung.
Im Anschluss hieran flog Friedensburg als Flugzeugführer zunächst bis Mitte Februar 1915 bei der Marineflugstation List (II. Marine-Flieger-Abteilung) und danach bis Juni 1915 bei der Marineflugstation Helgoland (II. Marine-Flieger-Abteilung). Zum 10. Juni 1915 wechselte er in gleicher Position zur Marineflugstation Wilhelmshaven (II. Marine-Flieger-Abteilung/II. Seefliegerabteilung) über, wo er bis Mitte Oktober 1915 eingesetzt war. Am 16. Oktober 1915 wurde Friedensburg zum Leiter der Marineflugstation Stralsund (I. Seefliegerabteilung) ernannt, die er sodann bis zum 28. April 1916 kommandierte. Anschließend war er vom 29. April 1916 bis 6. August 1917 Leiter der Marineflugstation auf Norderney (II. Seefliegerabteilung). Am 7. August 1917 stieg er zum Abteilungsleiter beim Seeflug-Versuchskommando mit Sitz in Warnemünde (I. Seefliegerabteilung) auf. Diese Stellung hielt Friedensburg, über das Kriegsende hinaus, bis zum 14. Juli 1919 inne. An diesem Tag, schied er im Range eines Kapitänleutnants aus dem Wehrdienst aus und kehrte in das Zivilleben zurück.

## Weimarer Republik
Am 15. Juli 1919 gründete Friedensburg die Firma Friedensburg & Co. KG mit Sitz in Berlin, die er bis Ende Juni 1924 leitete. Die Firma vereinigte dabei ein Ingenieurbüro und war auf den technischen Export und auf Patentverwertungen spezialisiert. Im Juli 1924 wechselte er als Geschäftsführer zur Waggon- und Karosseriefabrik Densch & Jehnisch nach Königsberg, in welcher er bis Ende Dezember 1925 verblieb. Zugleich flog er während dieser Zeit ab März 1925 als Flugzeugführer, Flugleiter und Ausbildungsleiter bei der Aero Lloyd. Zu einem unbekannten Zeitpunkt 1926 flog Friedensburg bis Ende Oktober des gleichen Jahres bei der Lufthansa in Hamburg, Köln und Berlin.
Zum 1. November 1926 wurde Friedensburg vom Junkers Motorenbau und Junkers Flugzeugwerk in Dessau eingestellt, wo er als Auslandsfachmann zur Generalvertretung der Firma nach Santiago de Chile und Valparaiso (Chile) delegiert wurde. Diese Funktion übte Friedensburg bis zum 1. März 1929 aus. Zugleich fungierte er während dieser Zeit von August 1927 bis Juli 1928 als Instrukteur beim chilenischen Armee-Flugwesen sowie danach von Juli 1928 an beim chilenischen Marine-Flugwesen. Vom 2. März bis 10. Juni 1929 unternahm Friedensburg, mit Genehmigung von Junkers, eine Studienreise durch Südamerika. Danach kehrte er nach Deutschland zurück und arbeitete bei Junkers vom 15. Juni 1929 bis Mitte November des gleichen Jahres als Flugkapitän und Auslandssachbearbeiter. Am 16. November 1929 wurde er wieder zum Generalvertreter der Firma ernannt und nach Kuba, Kolumbien und Venezuela entsandt. In Venezuela agierte Friedensburg von Mai bis Juni 1931 als Instrukteur und Fachmann für Flugwesen bei der dortigen Regierung in Caracas. Von Juni bis Dezember 1931, wieder in Deutschland, arbeitete er erneut als Flugkapitän und Auslandssachbearbeiter bei Junkers in Dessau. Zum 1. Januar 1932 wurde Friedensburg, mittlerweile zum dritten Mal, zum Generalvertreter und Bevollmächtigter der Firma Junkers ernannt und nach Venezuela entsandt, wo er bis Ende Mai 1934 zugleich als Berater für Flugwesen im venezolanischen Kriegsministerium tätig war.

## Nationalsozialismus
Am 1. August 1934 wurde Friedensburg von der Reichsmarine im Range eines Korvettenkapitäns reaktiviert, trat aber zugleich unter Ernennung zum Major zu der im Aufbau begriffenen Luftwaffe über. Hier wurde er bis Ende 1934 in den Stab des Kommandos der Fliegerschulen (See) nach Warnemünde kommandiert, wo er den Status „zur Verfügung“ beim Inspekteur der Schulen innehatte. Dort war er von Februar bis März 1935 zugleich mit der Vertretung des Kommandeurs dieser Fliegerschule betraut. Von April bis Mitte Juni 1935 erhielt Friedensburg an der Fliegerschule in Hildesheim eine fliegerische Weiterbildung. Anschließend wurde er am 20. Juni 1935 zum Kommandeur der Seefliegergruppe in Neu-Kladow ernannt, dessen Posten er bis Ende März 1936 ausfüllte. Am 1. April 1936 stieg er zum Kommandeur der Luftwaffen-Erprobungsstelle Travemünde auf, wo er bis Ende September 1936 zugleich als Fliegerhorst-Kommandant von Travemünde fungierte.
Zum 1. Oktober 1936 wurde Friedensburg zum Kommandeur der Fliegerschule Neuruppin ernannt, in dessen Eigenschaft er bis Ende September 1937 als Fliegerhorst-Kommandant ebenda eingesetzt wurde. Vom 1. Oktober 1937 bis 3. August 1938 hatte er sodann den Posten des Kommandeurs der Fliegerwaffenschule in Parow inne, in dessen Funktion er erneut als dortiger Fliegerhorst-Kommandant eingesetzt war. Am 4. August 1938 erfolgte Friedensburgs Abkommandierung zum Reichsluftfahrtministerium, wo er bis Ende März 1939 zunächst als Offizier zur besonderen Verwendung und später als Mitglied des International Board of Non-Intervention in Spain nach London entsandt wurde.

## Zweiter Weltkrieg
Am 1. April 1939 wurde Friedensburg zum Höheren Flieger-Ausbildungs-Kommandeur 17 in Wien ernannt, dessen Funktion er, über den Ausbruch des Zweiten Weltkrieges, bis Ende März 1940 ausfüllte. Anschließend kehrte er nach Berlin in das Reichsluftfahrtministerium zurück, wo er bis Ende September 1940 den Status eines Offiziers „z. b. V.“ innehielt. Am 1. Oktober 1940 wurde er zum Rüstungs-Inspekteur IV mit Sitz in Dresden ernannt, in dessen Eigenschaften er bis zum 15. August 1943 tätig war. Am 16. August 1943 zum Sonderbeauftragten Süd beim Luftgau-Kommando III ernannt, verrichtete er diese Tätigkeit bis Ende Mai 1944. Am 31. Mai 1944 schied Friedensburg aus dem Wehrdienst aus und wurde bis Kriegsende nicht mehr reaktiviert. Am 14. April 1945 wurde Friedensburg von amerikanischen Verbänden verhaftet und war anschließend bis 20. Mai 1947 in US-amerikanischer Kriegsgefangenschaft.
Walter Friedensburg starb am 22. März 1959 in Kassel. Er war zwei Mal verheiratet und hatte einen Sohn. Sein Bruder war Ferdinand Friedensburg.